# 1550 Tito
1550 Tito este un asteroid din centura principală, descoperit pe 29 noiembrie 1937, de Milorad Protić, la Belgrad.

## Denumirea asteroidului
Asteroidul a primit numele în onoarea lui Iosip Broz Tito.

## Caracteristici
Asteroidul prezină o orbită caracterizată de o semiaxă majoră egală cu 2,5447213 u.a. și o excentricitate de 0,3123013, înclinată cu 8,85920° în raport cu ecliptica.
- Distanța sa minimă de intersecție cu orbita terestră este de 0,767184 u.a.
- Parametrul lui Tisserand este de 3,357.